# Why Aunt Jane Never Married
Why Aunt Jane Never Married  è un cortometraggio muto del 1913, diretto da William F. Haddock.

## Produzione
Prodotto dalla Eclair American.

## Distribuzione
Il film - un cortometraggio in una bobina - uscì nelle sale cinematografiche USA il 28 settembre 1913, distribuito dall'Universal Film Manufacturing Company.